# 貝勞湖
54°6′2″N 10°15′11″E / 54.10056°N 10.25306°E

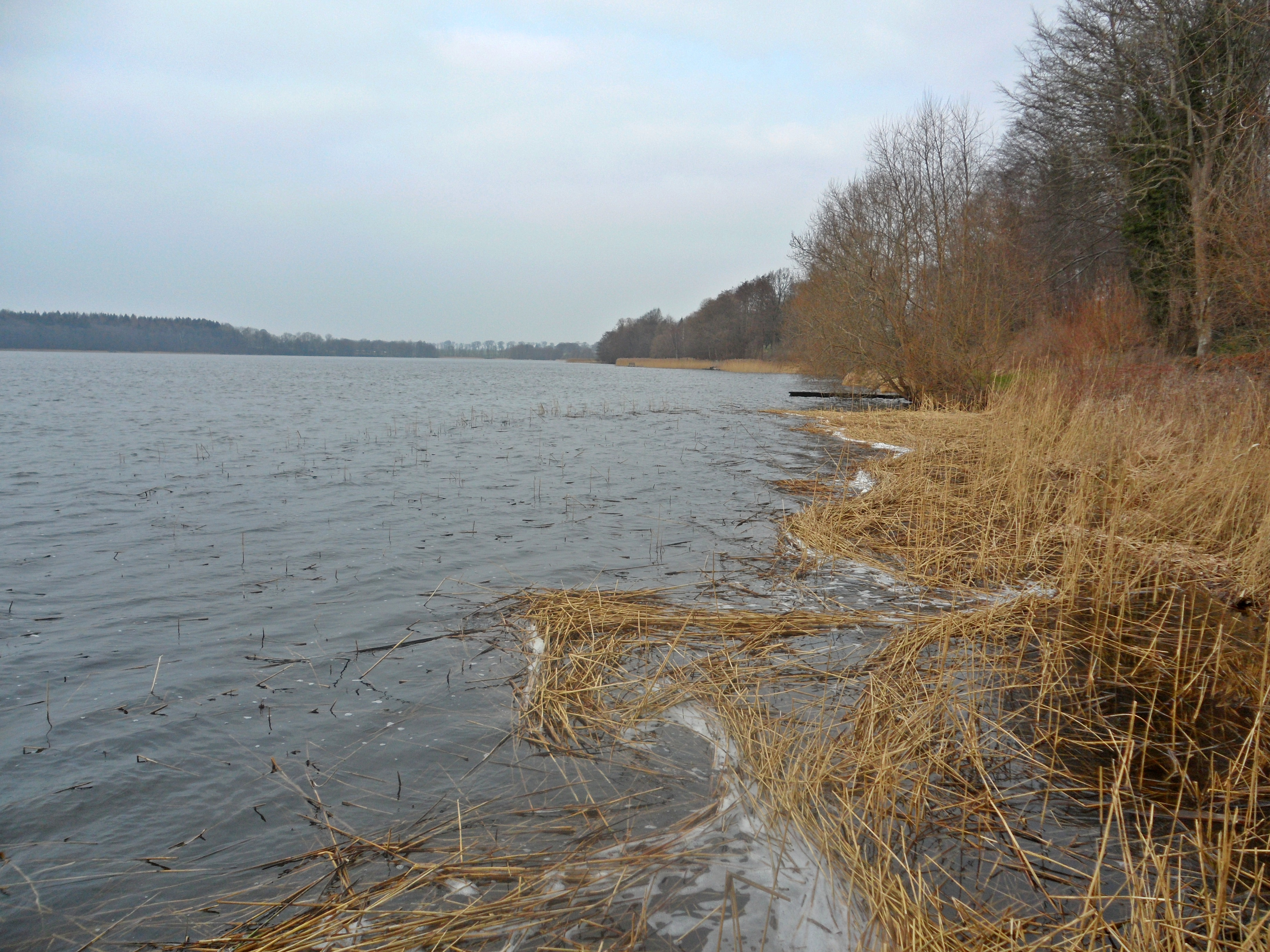

貝勞湖（德語：Belauer See），是德國的湖泊，位於該國北部石勒蘇益格-荷爾斯泰因州，由普倫縣負責管轄，面積1.2平方公里，海拔高度29.3米，平均水深8.8米，最大水深25.6米，水體容量1,018萬立方米，湖岸線長度5.7公里。